# Тиса
Ти́са (угор. Tisza; серб. Тиса; нім. Theiß; словац. Tisa) — річка, найбільша ліва притока Дунаю (басейн Чорного моря).
Тече в межах України (Закарпатська область), Угорщини та Сербії, частково по кордону між Україною та Румунією та Угорщиною, а також по кордону між Словаччиною та Угорщиною.

## Характеристика
Довжина — 966 км (у межах України — 201 км), від витоку Чорної Тиси — 1015 км.
Площа басейну — 157 тис. км² (у межах України — 12,732 тис. км²).
Утворюється злиттям Чорної Тиси та Білої Тиси за 4 км вище міста Рахова.
На території України міститься верхня, переважно правобережна частина басейну Тиси, що лежить на південно-західних схилах Українських Карпат і на Закарпатській низовині.
Площа басейну річки Тиса та середній стік (період 1946–2006) за країнами:
| Країни            | Басейн за країною | Басейн за країною | Стік за країною | Стік за країною | Стік за країною |
| Країни            | (км2)             | (%)               | (м3/s)          | (км3)           | (%)             |
| ----------------- | ----------------- | ----------------- | --------------- | --------------- | --------------- |
| Україна           | 12,732            | 8.1               | 221             | 7.0             | 26.6            |
| Румунія           | 72,620            | 46.2              | 468             | 14.8            | 56.4            |
| Словаччина        | 15,247            | 9.7               | 90              | 2.8             | 10.8            |
| Угорщина          | 46,213            | 29.4              | 47              | 1.5             | 5.7             |
| Сербія            | 10,374            | 6.6               | 4.0             | 0.1             | 0.5             |
|                   |                   |                   |                 |                 |                 |
| Басейн річки Тиси | 157,186           | 100.0             | 830             | 26.2            | 100.0           |

Долина до села Великого Бичкова V-подібна (ширина 100—200 м), на окремих ділянках ущелиноподібна (ширина 30–50 м). Далі тече вздовж гір Верхньотисинською улоговиною у широкій (від 3–5 до 8–9 км) долині, перетинає Вулканічний хребет (Хустські ворота, ширина долини тут зменшується до 1,3–1,5 км) і виходить на Закарпатську низовину.
Заплава у верхів'ї відсутня або представлена вузькою (30–60 м) смугою, нижче — часто одностороння (завширшки від кількох десятків метрів до 1,5–2 км); є обваловані ділянки, річище у верхів'ї звивисте, порожисте, нижче — дуже розгалужене, з численними островами.
При виході на низовину набуває рис рівнинної річки, ширина її досягає 150—170 м (подекуди 260 м).
Похил річки — 1,2 м/км.
Живлення переважно снігове і дощове; бувають високі паводки. 40 % річного стоку припадає на весняний період.
Льодоутворення — з першої половини грудня (забереги, сало, шуга), льодостав нестійкий; весняний льодохід у березні, бувають затори.
Гідрологічні пости: біля Рахова (з 1949), Ділового (з 1913), Великого Бичкова (з 1945), Тячева (з 1942), Хуста (з 1946), Вилка (з 1886), Чопа (з 1950).
У межах України Тису використовують для водопостачання, рибництва, рекреації.
На Тисі розташовані міста: Рахів, Тячів, Хуст, Чоп (Україна); Сігету-Мармацієй (Румунія); Домбрад, Токай, Сольнок, Сегед (Угорщина).
У 1973 році на річці було створено водосховище Тиса (Кішкьореш).

## Основні притоки

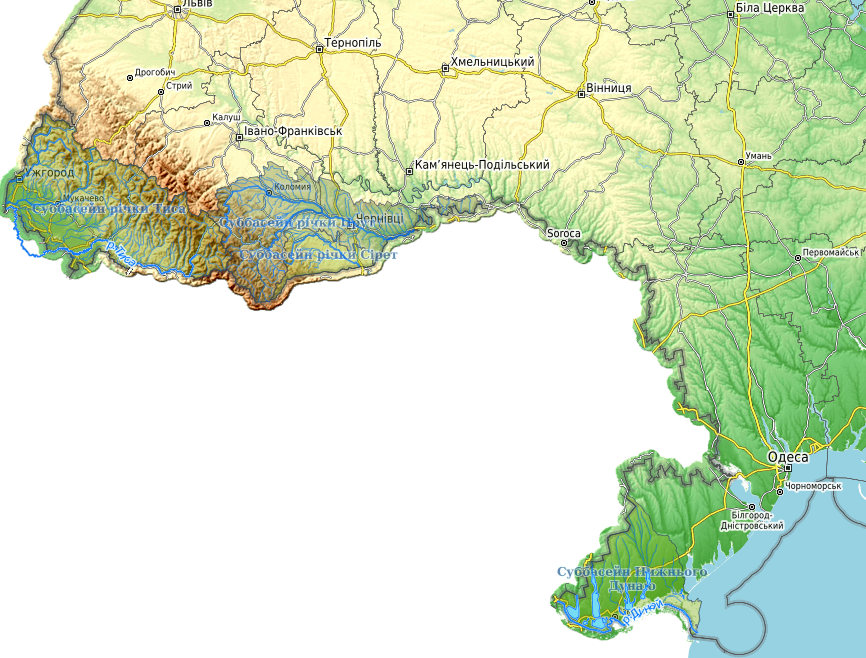
Річкові басейни приток Дунаю на території України

### Праві
Апшинець, Косівська, Шопурка, Тересва, Дербачка, Теребля, Ріка, Боржава (в межах України); Лаборець (разом з Ужем), Бодрог (разом з Латорицею), Слана, Горнад, Егер, Загіва.

### Ліві
Сільський Потік, Білий, Батар, а також потоки Квасний і Радомир (в межах України); Вішеу, Іза, Самош, Кереш, Муреш, Бегей.

## Назва
Назву пов'язують з деревом тис, яке в давнину рясніло тут. Також український дослідник Валентин Стецюк виводить назву з булгарського слова «таса» — «чиста». В давньоримських джерелах Тиса відома під назвами Tissus, Tisia, Pathissus.
У Плінія давньогрецькою річка називалася Патісс (Πάθισσος). У низці творів XIX і XX століть трапляється написання назви річки «Тисса» (з двома «с», наприклад, у Енциклопедичному словнику Брокгауза і Ефрона, у зведеннях боїв періоду Другої світової війни та у фільмі 1958 року «Над Тиссою»).
У старих англійських джерелах вона може називатися Theiss, за назвою річки німецькою Theiß. Італійською мовою вона відома як «Tibisco», а в старих французьких джерелах (як, наприклад, у зв'язку з морськими битвами на Дунаї між Османською імперією та Габсбурзькою імперією у 17-му та 18-му століттях) її часто називають «Tibisque».

## Тваринний світ
Тиса має багатий і різноманітний тваринний світ. Понад 200 видів птахів мешкають у пташиному заповіднику Тисафюред. Заплави вздовж річки можуть похвалитися великою кількістю різноманітного рослинного і тваринного світу. Зокрема, щорічне «цвітіння» Тиси вважається місцевим природним дивом. Цвітіння приваблює величезну кількість комах, що є добре відомим видовищем.
У вересні 2020 року в річці були виявлені колонії велична моховатка.

## Навігація
Тиса судноплавна на більшій частині своєї течії. Річка відкрилася для міжнародного судноплавства лише нещодавно; раніше Угорщина розрізняла «національні річки» та «міжнародні річки», вказуючи, чи допускалися туди неугорські судна, чи ні. Після вступу Угорщини до Європейського Союзу ця відмінність була скасована, і судна були допущені на Тису в її угорській частині.
Умови судноплавства змінюються залежно від обставин: коли річка повноводна, вона часто є несудноплавною, так само як і під час сильної посухи.

## ГЕС
На річці розташовано ГЕС Kisköre.

## Галерея

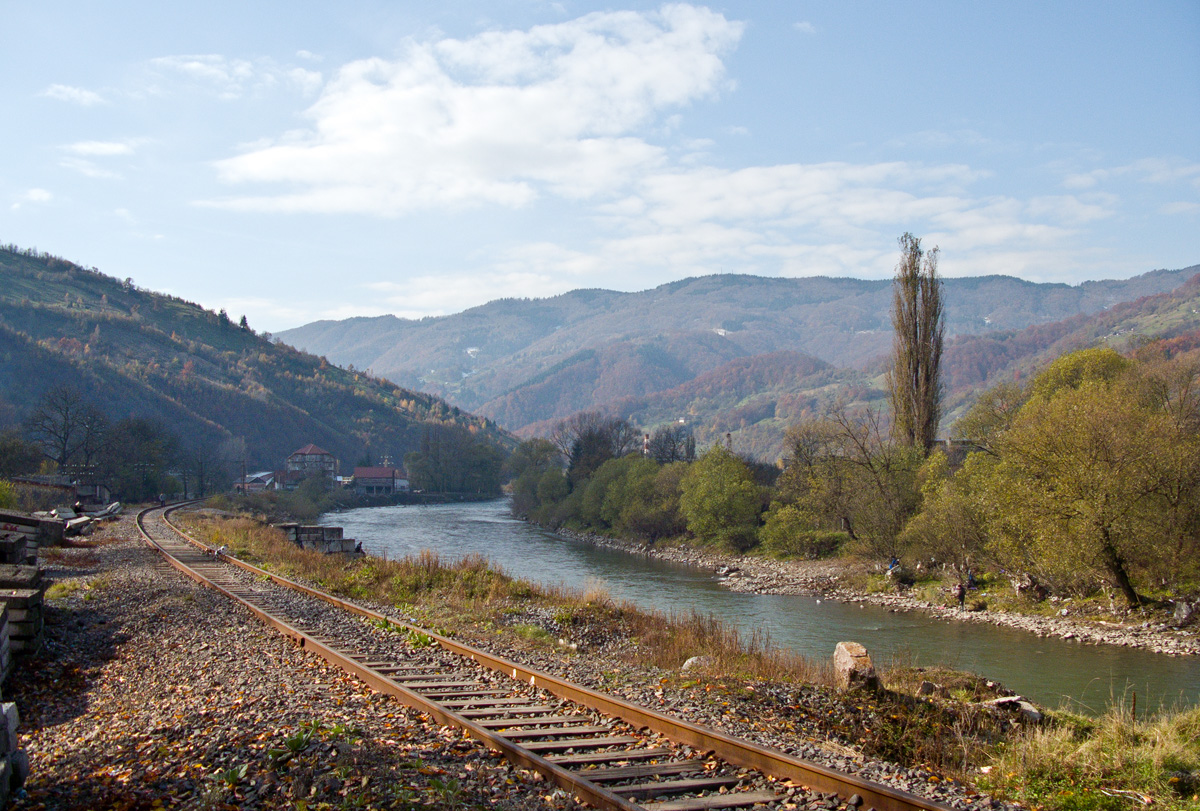
Тиса в Рахові
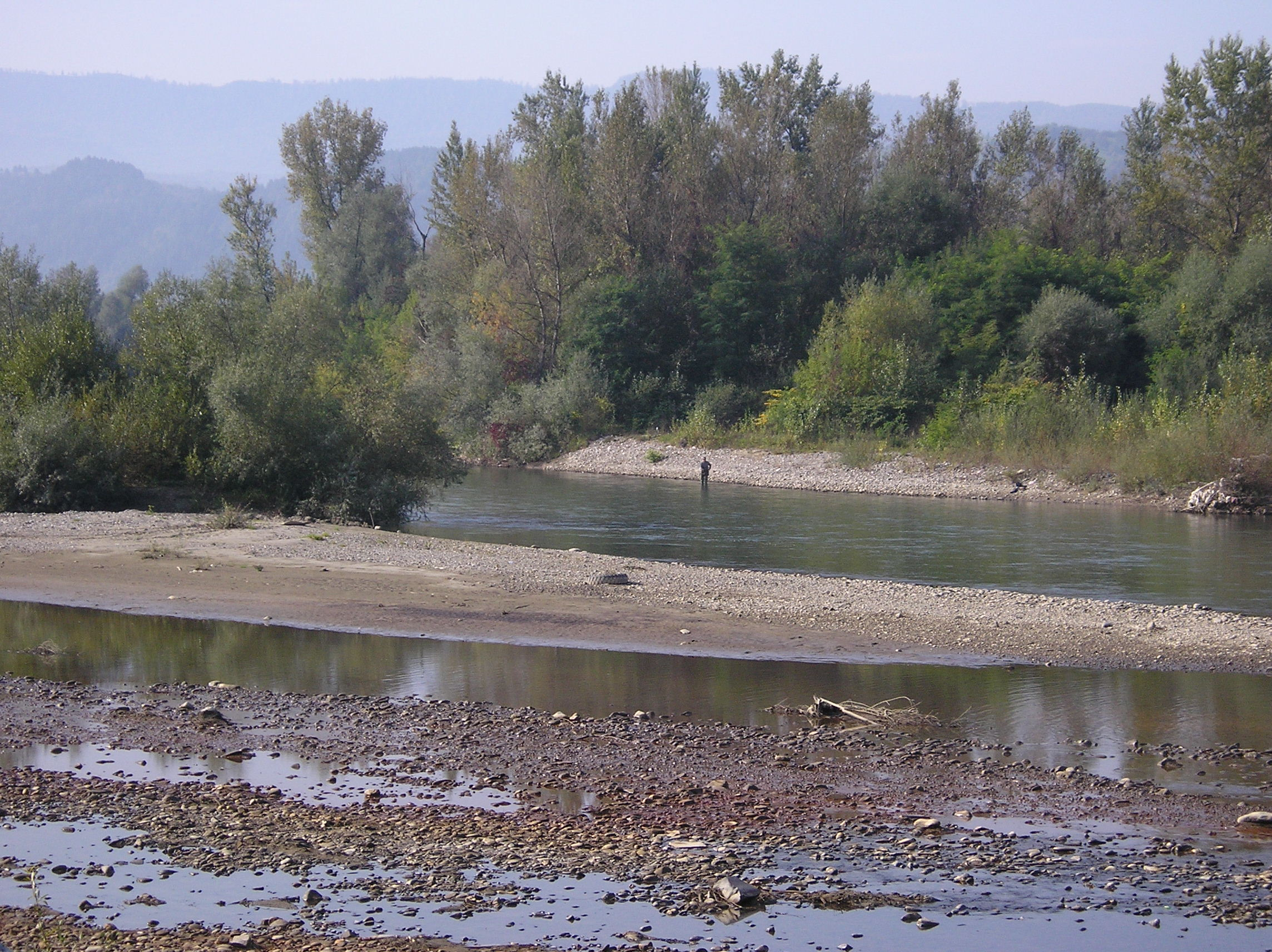
Тиса біля смт Солотвино
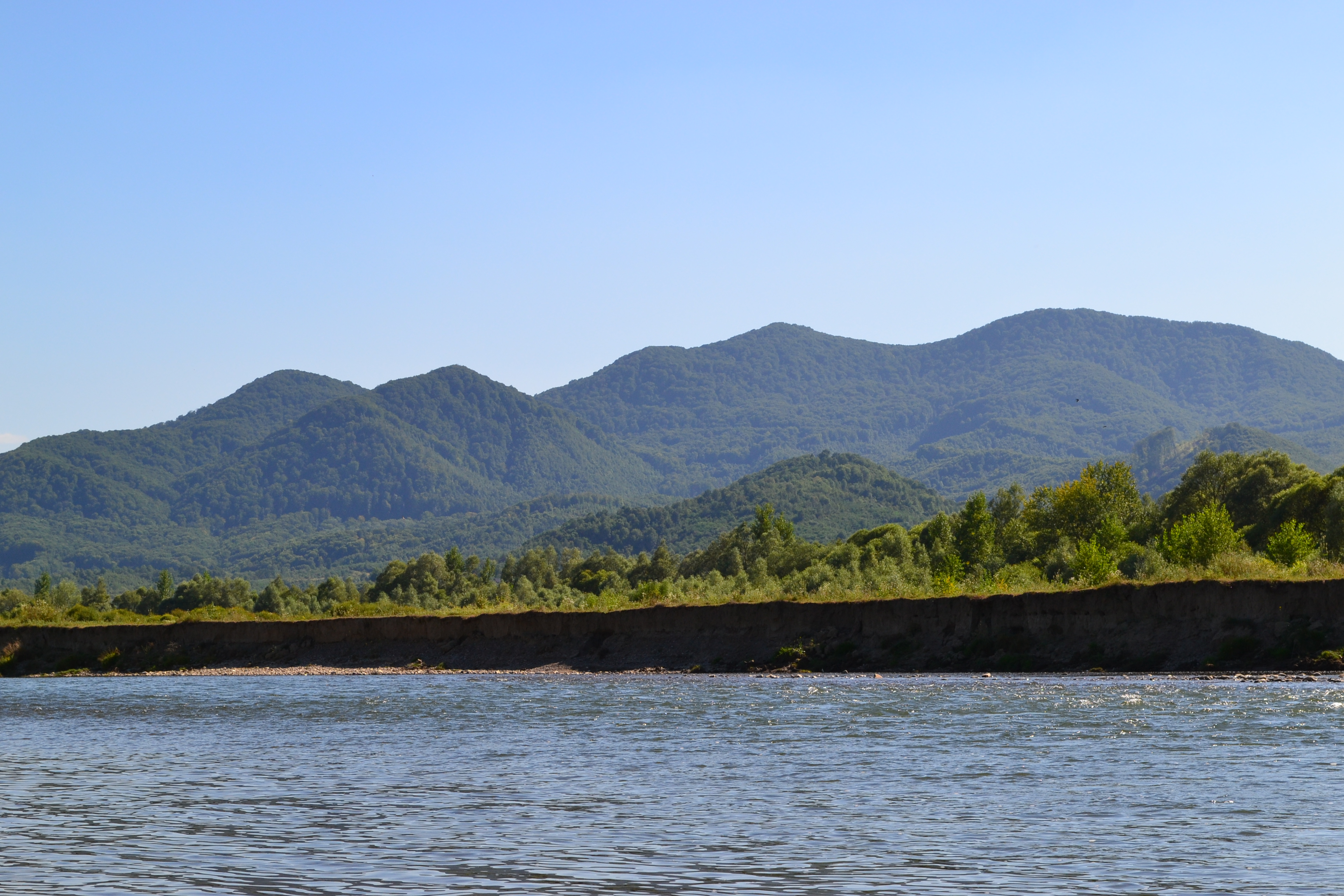
Тиса біля смт Буштино
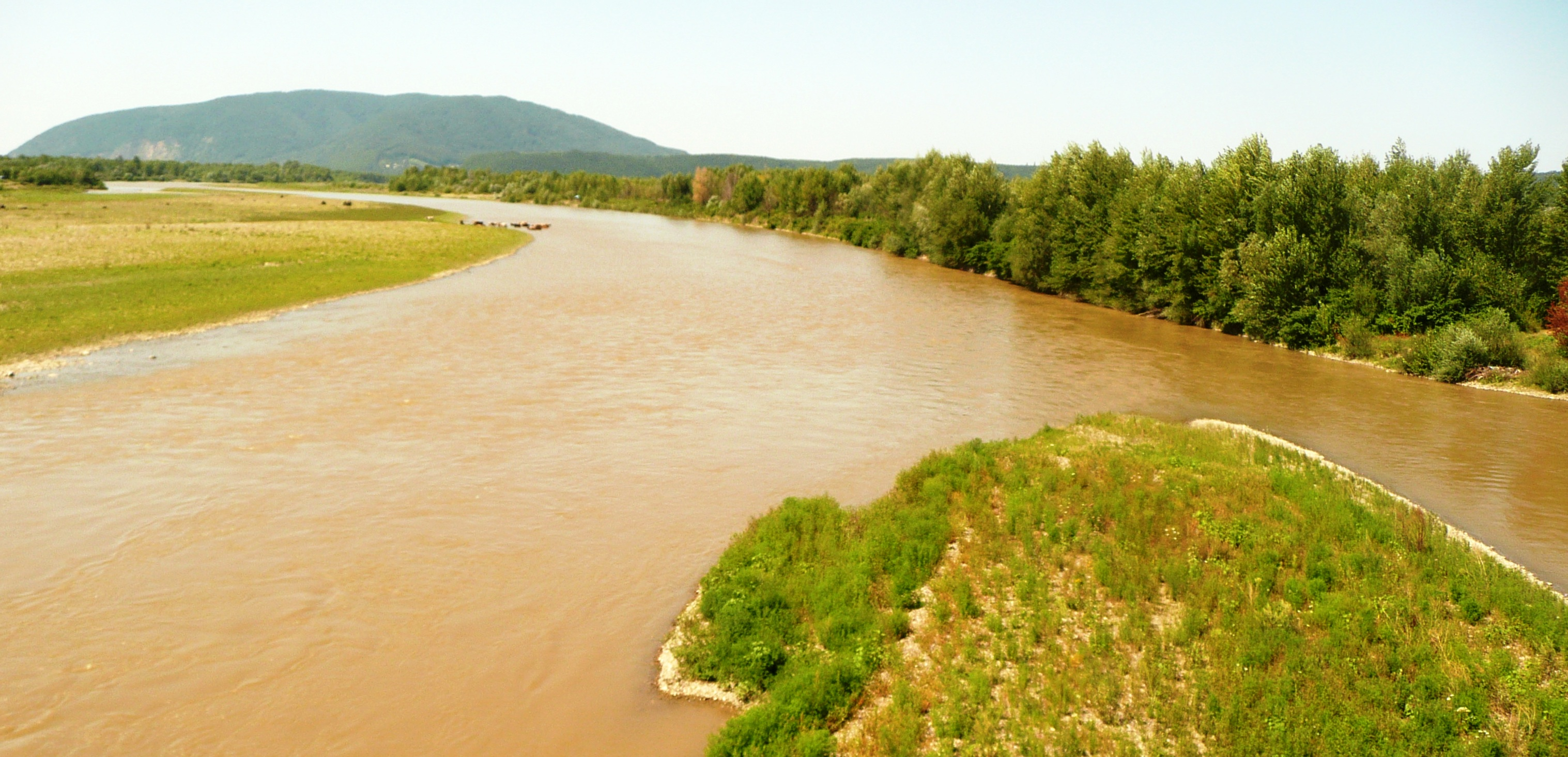
Тиса у Берегівському районі